# 行政管理和预算局
（OMB），美国总统行政办公室之一，是美国总统维持对聯邦政府财政计划控制的机關。
1921年，《美国预算和会计法》规定总统应向国会提交美国年度预算，为此成立美国预算局（Bureau of the Budget）之前身以协助其工作。预算局设在财政部，但局长直接对总统负责。1939年，预算局划归总统直属机關。1970年7月，预算局合并到新成立的行政管理和预算局。该局被认为是供美国总统使用的一个最有权威的协调机關。它具有修改概算计划的权力，局长可以直接晋见总统。但是该局的权力也有一定的局限性，美国联邦政府结构的松散的特点决定了它必须善于同政府各部和国会各委员会主席打交道并施加影响，而这方面起作用的往往不取决于局长本身，而是总统的决心和所赋予该局的权力。

## 部门
- 局长
  - 副局长
    - 法律事务部
    - 立法事务部
    - 战略规划和通信部
    - 管理和运营部
    - 经济政策部
    - 立法参考部
    - 预算审查部
    - 资源管理处
      - 自然资源项目
      - 教育，维持收入和劳动项目
      - 健康项目
      - 一般政府项目
      - 国家安全项目

  - 副管理总监和首席绩效官
    - 联邦金融管理办公室
    - 联邦采购政策办公室
    - 电子政务和信息技术办公室
    - 人事管理和绩效办公室
    - 信息与监管事务办公室

## 职责
- 协助总统协调政府活动，指定和管理预算计划，研究该机政府管理工作，改进会计工作，就财务立法协调各部意见。
- 协助总统编制联邦年度预算并监督预算的执行。
- 研究联邦政府的组织结构和管理程序，提出提高政府行政效率的建议。
- 制定协调政府各项工作的措施，扩大机构间的合作。
- 对政府各项工作作出评价，协助总统估价政府计划的执行情况和效率。
- 提出改革政府部门规章制度的建议和减少文书工作的计划。
- 审核拟议中的行政命令和公告，并在必要时起草这些文件。